# Mezija
Mezija (latinsko Moesia, starogrško Μοισία, latinizirano: Moisía) antična regija in kasneje rimska provinca na Balkanu južno od Donave. Vanjo so spadale sedanja južna Srbija (Moesia Superior, Gornja Mezija), severna Makedonija (ozemlje okoli Skopja in Kumanova),  severna Bolgarija, romunska Dobrudža, južna Moldova in Budžak (Moesia Inferior, Spodnja Mezija).

## Zgodovina
Po antičnih geografskih virih je Mezija na jugu mejila na Haemus (Balkan) in Scardus (Šar planina), na zahodu na reko Drinus (Drina), na severu na reko Donaris (Donava) in na vzhodu na Euxine (Črno morje). 
Naseljena je bila večinoma s Tračani, Dačani, Iliri in  Trako-Iliri. Ime je dobila po Mezih, tračansko-ilirskem plemenu, ki je na tem ozemlju živelo pred rimsko zasedbo leta 75. pr. n. št. Leta 6 je uradno postala rimska provinca.
Deli Mezije so spadali v državo getskega kralja Burebista, ki je v letih 88 do 44 pr n. št vladal večjemu delu severnega Balkana. Kralj je vodil roparske in osvajalske pohode v osrednjo in jugovzhodno Evropo in podjarmil večino sosednjih plemen. Po njegovem uboju v zaroti je bilo njegovo kraljestvo razdeljeno na več manjših držav.
Leta 75 pr. n. št. je prokonzul rimske province Makedonije Gaj Skribonij Kurio s svojo vojsko prodrl vse do Donave in premagal domače prebivalstvo. Prebivalce je dokončno podjarmil  makedonski prokonzul Mark Licinij Kras leta 29 pr. n. št. Regija je bila kot provinca organizirana šele v zadnjih letih vladanja cesarja Avgusta. Leta 6  je kot njen guverner omenjen Avl Kekina Sever Mezija je bila pod oblastjo cesarskega konzularnega legata, ki je bil morda pristojen tudi za Ahajo in Makedonijo.
Leta 86 je dačanski kralj Duras ukazal svoji vojski, naj napade Mezijo. Po njegovem napadu je rimski cesar Domicijan osebno prišel v Mezijo in jo leta 87 razdelil v provinci Moesia Superior (Gornja Mezija) zahodno od reke Cebrus (Ciabrus) in Moesia Inferior (Spodnja Mezija), ki se je imenovala tudi Ripa Thracia. V vsaki provinci sta vladala cesarski konzularni legat in prokurator.
Domicijan je po delitvi Mezije začel načrtovati vojne pohode v Dakijo in leta 87 sprožil obsežen napad, kateremu je poveljeval general Kornelij Fusk. Fusk je spomladi leta 87 s šestimi legijami prečkal Donavo, vendar ni dosegel dokončne zmage. 
V Mezijo je zatem prišel cesar Trajan in se odpravil na prvi vojaški pohod proti dačanskemu kraljestvu. Marca–maja leta 101 je prešel na severno obalo Donave in pri Tapeji, gorskem prelazu v Karpatih,  porazil dačansko vojsko. Trajanova vojska bila kljub zmagi močno zdelana in je ustavila nadaljnje prodiranje, da bi si opomogla, okrepila in reorganizirala.
Naslednjo zimo je dačanski kralj Decebal sprožil protinapad preko Donave, vendar je bil odbit. Trajanova vojska je zatem še bolj prodrla na dačansko ozemlje in naslednje leto prisilila kralja Decebala, da se je vdal. Trajan se je triumfalno vrnil v Rim, kjer so mu podelili naslov Dacicus Maximus. 
Decebal je leta 105 ponovno napadel  Rimljane in poskušal proti njim  naščuvati tudi nekaj plemen s severne obale Donave. Trajan se je vrnil na bojišče, po načrtih Apolodorja iz Damaska zgradil masiven most preko Donave in leta 106 osvojil del Dakije (druga dačanska vojna).
Cesar Avrelijan (vladal 27–275) je rimsko Dakijo prepustil Getom in rimske državljane bivše province preselil na južno stran Donave. Osrednja Mezija se je preimenovala v Dacio Aureliana in bila kasneje razdeljena na Dacio Ripensis in Dacio Mediterranea. Na ozemlju Dardanije (v Gornji Meziji) je bila med Dioklecijanovo vladavino ustanovljena posebna provinca z glavnim mestom Nissa (Niš). V Nišu je bil leta 272 rojen cesar Konstantin I.
Cesar Dioklecijan je Gornjo Mezijo (brez Dakije Avrelijane) preimenoval v Prvo Mezijo (Moesia Prima), Spodnjo Mezijo brez zahodnega dela pa razdelil na Drugo Mezijo (Moesia Secunda) in Malo Skitijo (Scythia Minor).
Mezija je bila mejna provinca, zato je bila na južnem bregu Donave utrjena s stražnimi postajami in trdnjavami in zidom od  Axiopolisa (Černa voda) do Tomisa (Konstanca),  ki naj bi jo branil pred Skiti in Sarmati. V Drugi Meziji  sta bili poleg neodvisnih pehotnih enot, konjenice in rečne mornarice tudi I. legija Italika in XI. legija Klavdija. Notitia Dignitatum vsebuje sezname njenih vojaških enot in njihovih baz vse do 390. let n. št.. V Mali Skitiji sta bili poleg rednih enot tudi I. legija Jovija in II. legija Herkulija.
Po letu 238 so Mezijo pogosto napadali dačanski Karpi. Leta 250 so jo napadli vzhodnogermanski Goti. Goti so pod velikim pritiskom Hunov ponovno prečkali Donavo leta 376 med vladanjem cesarja Valensa in se z njegovim dovoljenjem naselili v Meziji. Kmalu po naselitvi so se začeli spori, in Goti pod Fritigernovim poveljstvom so v veliki bitki pri Adrianoplu (Plovdiv) porazili Valensa. Omenjeni Goti so poznani kot Mezogoti, za katere je njihov škof in misijonar Ulfilas (Wulfila) prevedel Sveto pismo.
V 6. stoletju so v Mezijo vdrli turški Prabolgari iz Osrednje Azije, poznani tudi kot Onoguri, Kutiguri ali Honogonduri. V 7. stoletju je Bizantinsko cesarstvo izgubilo oblast na ozemlju Mezije in Prabolgari so ustanovili svoje Prvo bolgarsko carstvo.

## Največja mesta
V obdobju principata so bila največja mesta v Gornji Meziji Singidunum (Beograd), Viminacium (včasih tudi municipij Aelium, sedanji Kostolac), Remesiana (Bela Palanka), Bononia (Vidin), Ratiaria (Arčar) in Skupi (Skopje). Najpomembnejša mesta v Spodnji Meziji so bila Oescus (kolonija Ulpia, Gigen), Novae (naselje pri Švistovu, glavni sedež Teodorika Velikega), Nicopolis ad Istrum (Nikup, v resnici ob reki Jantri), Marcianopolis (Devnja), Odessus (Varna) in Tomi (Konstanca), kamor je bil pregnan Ovid. Mesti Odesa in Konstanca sta bili grški in sta skupaj s Histrio, Mesembrijo (Nesebar) in Apolonijo (Sozopol) tvorili pentapolis. 